# Siemienice
Siemienice – wieś w Polsce położona w województwie łódzkim, w powiecie kutnowskim, w gminie Krzyżanów.
Prywatna wieś szlachecka Siemienice Wielkie położona była w drugiej połowie XVI wieku w powiecie orłowskim województwa łęczyckiego. Od początku XVII w. należała do kasztelana gostyńskiego Jana Szamowskiego oraz jego brata rodzonego Bartosza.
W latach 1975–1998 miejscowość administracyjnie należała do województwa płockiego.

## Zabytki
Według rejestru zabytków Narodowego Instytutu Dziedzictwa na listę zabytków wpisane są obiekty:
- zespół pałacowy, poł. XIX w., nr rej.: 478 z 20.11.1978:
  - pałac
  - park